# Teru Ando
Teru Ando (japanisch 安東 輝 Ando Teru; * 3. Juli 1995 in der Präfektur Saitama) ist ein japanischer Fußballspieler.

## Karriere
Teru Ando erlernte das Fußballspielen in der Jugendmannschaft des Erstligisten Urawa Red Diamonds sowie in der Universitätsmannschaft der Tokyo International University. Seinen ersten Vertrag unterschrieb er am 16. Februar 2019 bei Tegevajaro Miyazaki. Der Verein aus Miyazaki spielte in der vierten japanischen Liga, der Japan Football League. Für den Verein bestritt er 30 Ligaspiele. Von Februar 2020 bis August 2020 war Ando vertrags- und vereinslos. Am 23. August 2020 verpflichtete ihn der Fünftligist Tokyo United FC. Mit Tokyo spielte er einmal in der Kanto Soccer League (Div.1). Die Saison 2021 spielte er beim Ligakonkurrenten Tsukuba FC in Tsukuba. Für Tsukuba kam er 20-mal zum Einsatz. Dabei schoss er sechs Tore. Der Tochigi City FC, ebenfalls ein Verein der Kanto Soccer League (Div.1), nahm ihn die Saison 2022 unter Vertrag. Hier bestritt er zwölf Ligaspiele. Zu Beginn der Saison 2023 wechselte er in die dritte Liga. Hier unterschrieb er in Nagano einen Vertrag beim AC Nagano Parceiro. Sein Drittligadebüt gab Teru Ando am 5. März 2023 (1. Spieltag) im Auswärtsspiel gegen Tegevajaro Miyazaki. Bei dem 2:0-Auswärtserfolg wurde er in der 65. Minute für Masaki Miyasaka eingewechselt.